# Sovjet Top Liga 1990
In 1990 werd de 53ste editie van de Sovjet Top Liga gespeeld voor voetbalclubs uit Sovjet-Unie. De competitie werd gespeeld van 1 maart tot 20 oktober. Dinamo Kiev werd kampioen.
Hoewel de Sovjet-Unie pas eind 1991 zou ophouden te bestaan trokken de Georgische teams zich terug uit de competitie om in de eigen nationale competitie te gaan spelen waardoor vaste waarde Dinamo Tbilisi en het pas gepromoveerde Goeria Lantsjchoeti niet meer in de Top Liga aantraden. OOk Zjalgiris Vilnjoes, dat in het voorgaande seizoen nog vierde was geworden verliet de competitie na één speeldag en ging als Žalgiris Vilnius in de Litouwse competitie spelen. Het Europese ticket van Zjalgiris ging naar Tsjernomorets Odessa.

## Eindstand
| Plaats | Club                   | Wed. | W  | G  | V  | Saldo | Ptn. |
| ------ | ---------------------- | ---- | -- | -- | -- | ----- | ---- |
| 1.     | Dinamo Kiev            | 24   | 14 | 6  | 4  | 44:20 | 34   |
| 2.     | CSKA Moskou            | 24   | 13 | 5  | 6  | 43:26 | 31   |
| 3.     | Dinamo Moskou          | 24   | 12 | 7  | 5  | 27:24 | 31   |
| 4.     | Torpedo Moskou         | 24   | 13 | 4  | 7  | 28:24 | 30   |
| 5.     | Spartak Moskou         | 24   | 12 | 5  | 7  | 39:26 | 29   |
| 6.     | Dnjepr Dnjepropetrovsk | 24   | 11 | 6  | 7  | 39:26 | 28   |
| 7.     | Ararat Jerevan         | 24   | 8  | 7  | 9  | 25:23 | 23   |
| 8.     | Sjachtjor Donjetsk     | 24   | 6  | 10 | 8  | 23:31 | 22   |
| 9.     | Tsjernomorets Odessa   | 24   | 8  | 3  | 13 | 23:29 | 19   |
| 10.    | Pamir Doesjanbe        | 24   | 7  | 4  | 13 | 26:34 | 18   |
| 11.    | Metallist Charkov      | 24   | 5  | 8  | 11 | 13:28 | 18   |
| 12.    | Dinamo Minsk           | 24   | 6  | 3  | 15 | 20:34 | 15   |
| 13.    | Rotor Volgograd        | 24   | 4  | 6  | 14 | 14:39 | 14   |

|  | Kampioen            |
|  | Degradatie play-off |

De toenmalige namen worden weergegeven, voor clubs uit nu onafhankelijke deelrepublieken wordt de Russische schrijfwijze weergegeven zoals destijds gebruikelijk was, de vlaggen geven aan uit welke republiek de clubs afkomstig zijn. De huidige vlaggen worden gebruikt en niet de historische omdat deze veel bekender zijn. 

### Degradatie play-off
|                  |                                     |       |                 |                                      |
| 11 november Heen | Lokomotiv Moskou                    | 3 – 1 | Rotor Volgograd | LFK CSKA, Moskou Toeschouwers: 2.000 |
| 11 november Heen | Samatov 12' Rybakov 51' Zjitkov 79' |       | 76' Fjodorovski | LFK CSKA, Moskou Toeschouwers: 2.000 |

|                   |                 |       |                  |                                                  |
| 17 november Terug | Rotor Volgograd | 1 – 0 | Lokomotiv Moskou | Centraal Stadion, Volgograd Toeschouwers: 25.000 |
| 17 november Terug | Polstjanov 1'   |       |                  | Centraal Stadion, Volgograd Toeschouwers: 25.000 |

### Topschutters
| Speler               | Speler                 | Goals | Club                   |
| -------------------- | ---------------------- | ----- | ---------------------- |
| Vlag van Sovjet-Unie | Oleg Protasov          | 12    | Dinamo Kiev            |
| Vlag van Sovjet-Unie | Valeri Sjmarov         | 12    | Spartak Moskou         |
| Vlag van Sovjet-Unie | Edoeard Son            | 10    | Dnjepr Dnjepropetrovsk |
| Vlag van Sovjet-Unie | Nikolaj Koedritski     | 9     | Dnjepr Dnjepropetrovsk |
| Vlag van Sovjet-Unie | Aleksandr Mostovoj     | 9     | Spartak Moskou         |
| Vlag van Sovjet-Unie | Moechsin Moechamadnjev | 9     | Pamir Doesjanbe        |
| Vlag van Sovjet-Unie | Sergej Joeran          | 9     | Dinamo Kiev            |
| Vlag van Sovjet-Unie | Igor Kornejev          | 8     | CSKA Moskou            |
| Vlag van Sovjet-Unie | Valeri Masalitin       | 8     | CSKA Moskou            |
| Vlag van Sovjet-Unie | Joeri Savitsjev        | 8     | Torpedo Moskou         |

### Kampioen
| Sovjet Top Liga 1990             |
| Sovjet Unie                      |
| -------------------------------- |
| DINAMO KIEV Kampioen (13° titel) |